# Максимов, Юрий Сергеевич
Юрий Сергеевич Максимов (28 ноября 1930, СССР — 28 августа 1983, Калинин) — советский актёр, народный артист УССР (1980).

## Биография
Родился 28 ноября 1930 года.
Работал в театрах Днепропетровска, Севастополя, а с 1973 года — актёр Крымского русского драматического театра.
Умер 28 августа 1983 года в Калинине (РСФСР).

## Избранная фильмография
- «Далёкое и близкое» (1957, Олег),
- «Киевлянка» (1958, Романюк, бывший директор «Арсенала»),
- «Голубая стрела» (1958, капитан-лейтенант, командир противолодочого корабля)
- «Таврия» (1959, Леонид Бронников),
- «Друзья-товарищи» (1959, майор),
- «Кровь людская — не водица» (1960, следователь),
- «Бухта Елены» (1960),
- «Алёшкина охота» (1965, дядя Витя)
- «Освобождение» (1968, генерал)
- «Есть идея!» (1977),
- «Они были актёрами» (1981, актёр, нет в титрах)